# ویوا سوییس
ویوا سوییس (انگلیسی: VIVA Switzerland) یک کانال پخش موسیقی و  فیلم در سوییس و آلمان بود که در سال ۲۰۰۰ رونمایی شد اما بنابر دلایل حق پخش در ۳۱دسامبر ۲۰۱۸ خاموش شد.